# Arthur Harold Stone
Arthur Harold Stone (ur. 30 września 1916 w Londynie, zm. 6 sierpnia 2000) – matematyk brytyjski pochodzenia rumuńskiego; zajmował się głównie topologią.

## Życiorys
Studiował w Trinity College na Uniwersytecie Cambridge.
Żonaty z Dorothy Maharam.
Jego nazwiskiem nazwane zostało twierdzenie Stone’a o przestrzeniach metryzowalnych.